# Adalbert Krueger
Karl Nikolaus Adalbert Krueger, född 9 december 1832 i Marienburg, Westpreussen, död 21 april 1896 i Kiel, var en tysk astronom.
Krueger blev 1854 filosofie doktor i Bonn, där han under Friedrich Wilhelm August Argelanders ledning studerat astronomi. Åren 1862–76 var han professor i astronomi vid Helsingfors universitet, kallades 1876 till föreståndare för observatoriet i Gotha och 1880 till professor vid Kiels universitet och direktor för därvarande observatorium. År 1881 övertog han utgivandet av den internationella tidskriften "Astronomische Nachrichten".
Krueger fortsatte och fullbordade i Bonn tillsammans med Eduard Schönfeld Argelanders stora stjärnkatalogiseringsarbete "Bonner Durchmusterung". Därjämte utförde han en mängd observationer av planeter och kometer, undersökningar över bland annat variabla stjärnor, uppmätningar av stjärnhopar och bestämningar av stjärnparallaxer. 
I det av Astronomiska sällskapet föranstaltade stora arbetet för ortsbestämning av alla stjärnor t.o.m. 9:e storleken deltog han genom sina dels i Helsingfors, dels i Gotha utförda observationer av stjärnor mellan 55° och 65° deklination. Dessa observationer är nedlagda i Zonenbeobachtungen der Sterne zwischen 55 und 65 Grad nördlicher Declination angestellt an den Sternwarten zu Helsingfors und Gotha (1883, 1885).